# Канада (льодовик)

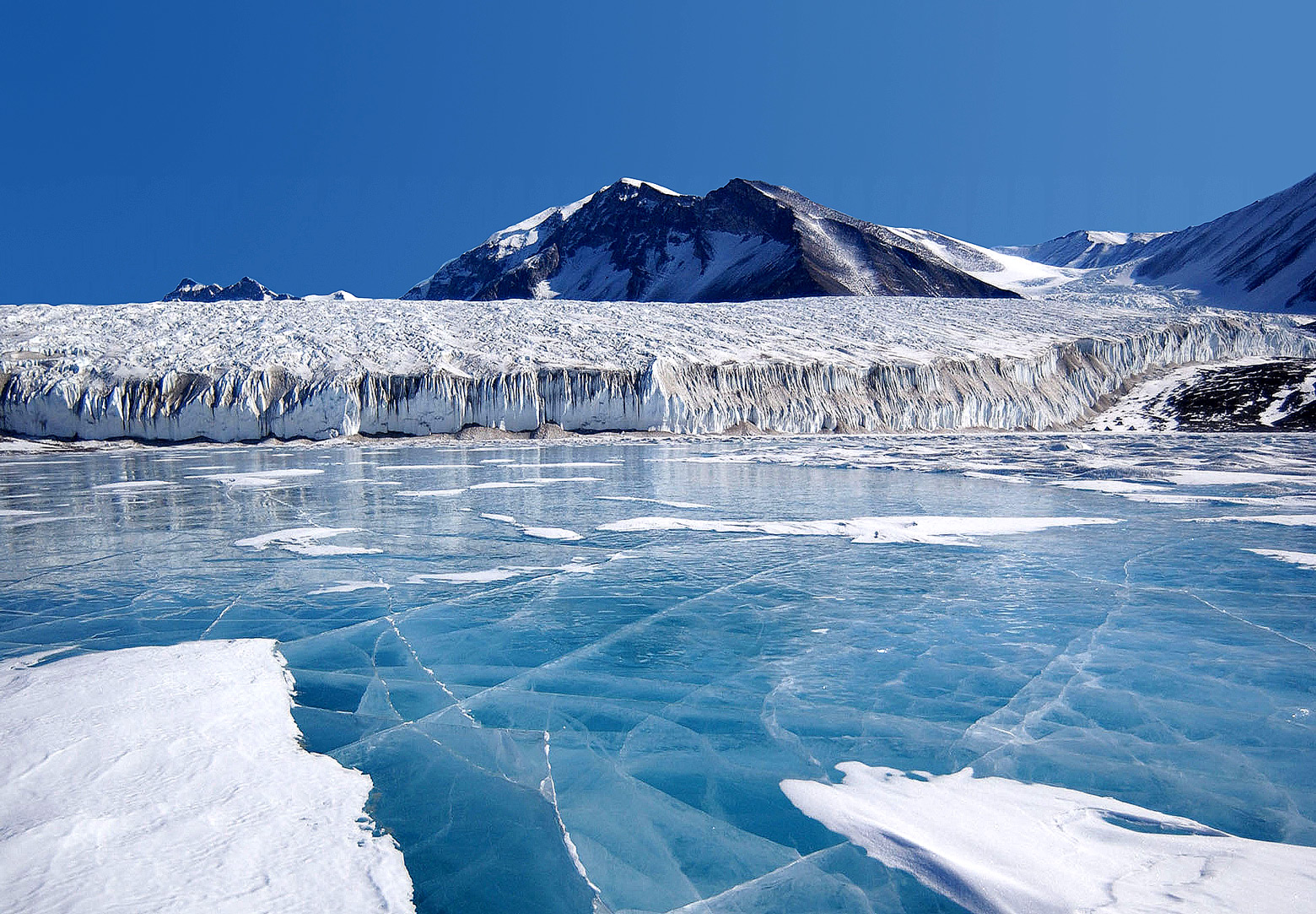
Канада Льодовик у грудні 2002 року

77°37′ пд. ш. 162°59′ сх. д. / 77.617° пд. ш. 162.983° сх. д.
Льодовик Канада — невеликий льодовик, який рухається у південно-східному напрямку до північної частини долини Тейлор, яка знаходиться у районі Землі Вікторії, у Антарктиді, а саме у регіоні — територія Росса. Улітку спостерігається сезон танення цього льодовика.

## Характеристика
Щорічно у регіоні льодовика випадає менше 10 см снігу і технічно він є цілісною екосистемою. У сезон танення льодовика вода, яка виділяється, живить озеро Хор на заході та озеро Фріксел на сході від льодовика.

## Історія
У ході експедиції Терра Нова (1910—1913) під керівництвом Роберта Скотта було виявлено та названо цей льодовик. Канадський фізик Чарльз Сеймут Райт був членом експедиції, яка досліджувала цю територію.

## Зони Антарктиди, які особливо охороняються
Зона, площею близько 1 км² на східній стороні льодовика, захищена в рамках Антарктичного договору під номером 131 як регіон Антарктиди, який потребує особливої охорони, оскільки там спостерігається найбільший ріст рослин (мохоподібні та водорості) у регіоні Сухих долин. Ця зона є виключно важливою не тільки через її екологічні та біологічні цінності, а й як еталонна ділянка для іншої подібної екосистеми. Екосистема складається з похилих, не зледенілих поверхонь, ставків та струмків, які утворюються під час літнього сезону танення льодовика. Екосистема незвична тим, що вона отримує більше потоків води, ніж інші частини регіону Сухих долин і захищена від сильних вітрів фронтальною частиною льодовика заввишки 20 м.